# Calliostoma katoi
Calliostoma katoi là một loài ốc biển, là động vật thân mềm chân bụng sống ở biển thuộc họ Calliostomatidae.